# Mutisiopersea chrysophylla
Mutisiopersea chrysophylla là loài thực vật có hoa trong họ Nguyệt quế. Loài này được (L.E. Kopp) Kosterm. miêu tả khoa học đầu tiên năm 1993.